# 小行星9619
小行星9619（英語：9619 Terrygilliam）是一颗围绕太阳公转的小行星。1993年3月17日，烏普薩拉－ESO小行星及彗星巡天在拉西拉天文台发现了此天体。
这颗小行星的绝对星等为207.60590等。